# Grundtvigs Hus Kollegiet
Grundtvigs Hus Kollegiet er beliggende på Gøteborg Allé i Aarhus Nord tæt ved det gamle vandtårnet på Randersvej. Kollegiet er grundlagt i 1969 og havde plads på daværende tidspunkt til 130 beboere. Langt de fleste boede i dubletter, hvor hver kollegianer havde sit værelse, samt køkken og bad til deling med en anden beboer. I årene fra 2012 til 2014 er hele Kollegiet blevet gennemrenoveret og huser således at 198 beboere i nyistandsatte dubletter og nybyggede etværelseslejligheder. 